# Milan Lefevre
Milan Lefevre (16 maart 2005) is een Belgisch basketballer.

## Carrière
Lefevre speelde in de jeugd van Okapi Aalst. In het seizoen 2022/23 maakte hij zijn debuut bij de eerste ploeg in de BNXT League. Ook in het seizoen 2023/24 speelde hij enkele wedstrijden mee met de eerste ploeg terwijl hij voornamelijk voor de tweede ploeg speelde. In de zomer van 2024 verliet hij Aalst voor BBC Houtem Redwolves.